# Mistrzostwa Polski w Łucznictwie 2006
70. Mistrzostwa Polski w łucznictwie odbyły się w dniach 24–27 sierpnia 2006 w Warszawie.

## Medaliści

### Strzelanie z łuku klasycznego
| Konkurencja:           | Złoto:                        | Srebro:                              | Brąz:                            |
| indywidualnie kobiet   | Anna Łęcka (Sokół Brzoza)     | Anna Skłodowska (Stella Kielce)      | Justyna Mospinek (Piątka Zgierz) |
| indywidualnie mężczyzn | Jacek Proć (Strzelec Legnica) | Arkadiusz Ponikowski (Stella Kielce) | Piotr Piątek (Łucznik Żywiec)    |
| drużynowo kobiet       | Łucznik Żywiec                | Drukarz Warszawa I                   | Olimpia Suchedniów               |
| drużynowo mężczyzn     | Agros Zamość                  | Marymont Warszawa I                  | Łucznik Żywiec I                 |

### Strzelanie z łuku bloczkowego
| Konkurencja:           | Złoto:                           | Srebro:                             | Brąz:                                   |
| indywidualnie kobiet   | Anna Stanieczek (Orlik Goleszów) | Justyna Stolarczyk (Talent Wrocław) | Maria Białek (Łucznik Żywiec)           |
| indywidualnie mężczyzn | Marcin Szemiot (Talent Wrocław)  | Konrad Wojtkowiak (Leśnik Poznań)   | Piotr Hrehorowicz (Płaszowianka Kraków) |
| drużynowo kobiet       | Złota Strzała Żywec              | Zbójnik Żywec                       | Łucznik Żywiec II                       |
| drużynowo mężczyzn     | Talent Wrocław I                 | Płaszowianka Kraków                 | Talent Wrocław II                       |